# NGC 5926
NGC 5926 је спирална галаксија у сазвежђу Змија која се налази на NGC листи објеката дубоког неба.
Деклинација објекта је + 12° 42' 57" а ректасцензија 15h 23m 25,0s. Привидна величина (магнитуда) објекта NGC 5926 износи 13,8 а фотографска магнитуда 14,7. NGC 5926 је још познат и под ознакама MCG 2-39-26, MK 853, CGCG 77-109, 8ZW 468, IRAS 15210+1253, PGC 54950.